# Emeterio Valverde y Téllez
Emeterio Valverde y Téllez (Villa de Santa María de la Peña de Francia (ahora Villa del Carbón), Estado de México, 1 de marzo de 1864 - León, Guanajuato, 26 de diciembre de 1948) fue un filósofo, historiador, bibliófilo y académico mexicano. Fue obispo de León durante casi cuarenta años. Su obra literaria se especializó en la historia de la Filosofía en México, la cual refleja la influencia del cardenal Zeferino González y de Marcelino Menéndez Pelayo, favoreciendo a la filosofía cristiana, principalmente a la escolástica.

## Estudios y primeros años como clérigo

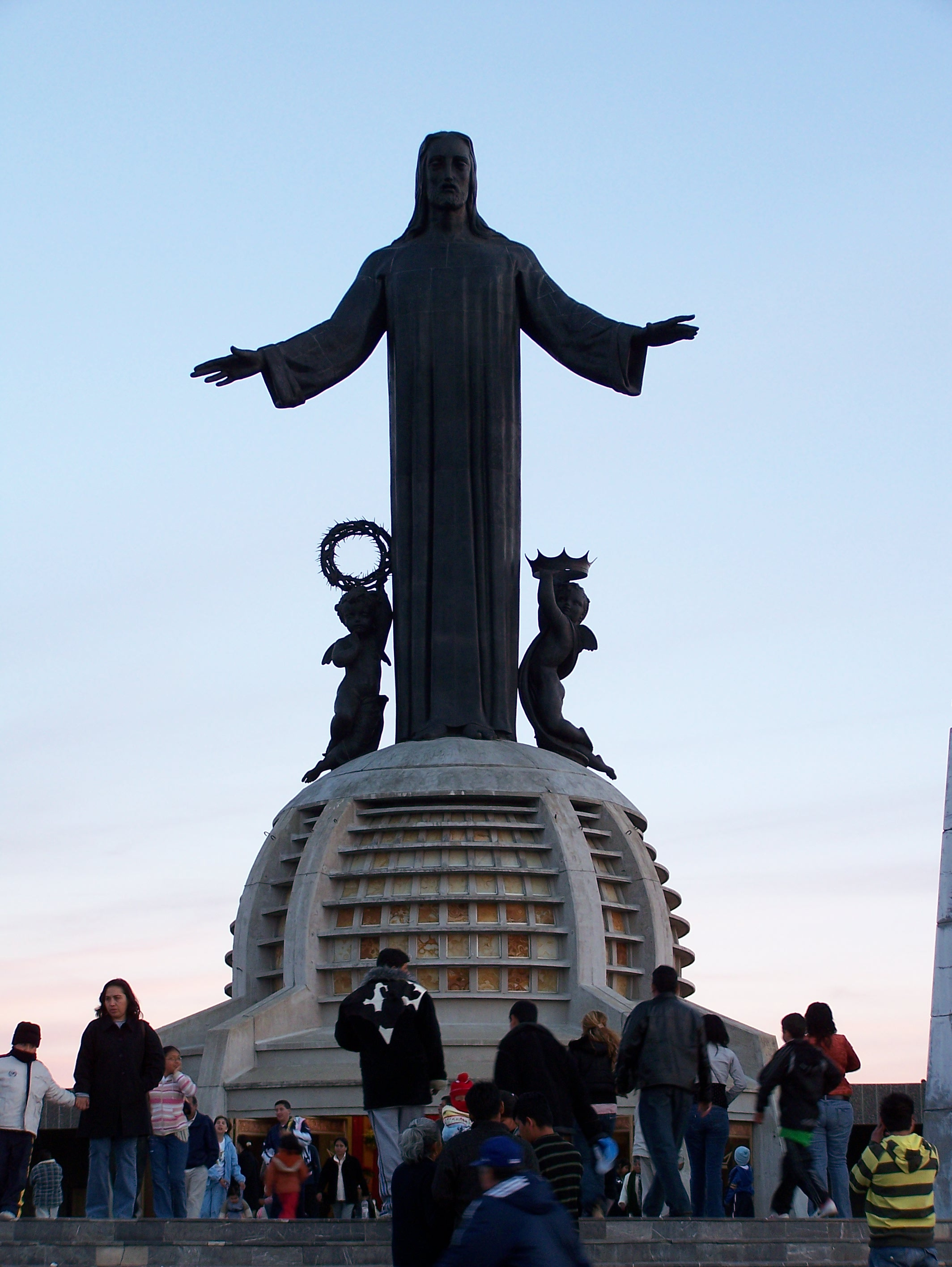
Monumento a Cristo Rey en el Cerro del Cubilete el cual se erigió originalmente en 1920 por órdenes del obispo Emeterio Valverde y Téllez, fue bombardeado durante la Guerra Cristera. Valverde giró órdenes para la construcción de un nuevo monumento en 1945, aunque no vivió para ver la obra terminada, cuya construcción concluyó en 1949.

En 1876, con la ayuda del párroco José María Macías, obtuvo una beca para estudiar en el Colegio Clerical de San José. Fue ordenado sacerdote por el obispo Pelagio Antonio de Labastida y Dávalos el 5 de marzo de 1887. Impartió clases de latín y filosofía —desde que era estudiante— en el mismo seminario hasta 1890, desde esta época comenzó su labor como escritor. En 1890, fue nombrado párroco de Santa Fe, después de Tlalmanalco de 1891 a 1895, de Zinacantepec en 1895 y de la parroquia de San José de la Ciudad de México en 1896.
En 1897, fue canónigo prebendado en el Cabildo de la Catedral de México siendo consultor durante el V Concilio Provincial mexicano.  Fue visitador de parroquias, de religiosas y vicario general en 1903.  En 1905, viajó a Roma y a Palestina, a su regreso, fue nombrado miembro de la Sociedad Mexicana de Geografía y Estadística. En 1907, fue secretario de Cámara y Gobierno.

## Obispo de León
En 1909, fue nombrado obispo de León  cargo que ejerció durante casi cuarenta años hasta su muerte. Fue fundador de la Escuela de María Inmaculada, del Instituto Cardenal Mercier y de la Academia Comercial Antonio Alzate. En 1920, mandó construir el monumento original de Cristo Rey en el Cerro del Cubilete, el cual sería destruido por un bombardeo durante la Guerra Cristera. Ordenó la construcción del Templo Expiatorio del Sagrado Corazón de Jesús. Fue fundador de la publicación católica El Siglo XX y colaboró para los periódicos La Voz de México, El Tiempo y El País.
En 1926, el episcopado mexicano lo nombró representante ante la Santa Sede para explicar la respuesta del pueblo de México durante los acontecimientos de la Guerra Cristera, residió en Roma en el Colegio Pío Latino. De 1928, año en que fue bombardeado el monumento del Cerro del Cubilete- a 1929, vivió en Barcelona, publicó algunas obras en defensa del episcopado mexicano y en contra de la persecución religiosa. Regresó a México en 1929.
En 1930, fue nombrado miembro de número de la Academia Mexicana de la Historia, ocupó el sillón N.º 22. Valverde logró reunir una biblioteca particular de aproximadamente veinte mil volúmenes, los cuales se encuentran en un fondo que lleva su nombre en la Biblioteca Alfonso Reyes de la Universidad de Nuevo León. En 1937, mandó construir la capilla de Cristo Rey en la Catedral de León, la cual contenía un cristo blanco de 3.12 m, hecho de mármol de Carrara, obra del escultor Adolfo Ponzanelli. En 1945, giró instrucciones para el diseño y construcción de la nueva escultura que sustituiría a la original dinamitada en el Cerro del Cubilete, las obras comenzaron el 10 de diciembre de 1945 y terminaron el 17 de agosto de 1949, aunque Valverde no vivió para ver la obra terminada. En 1946, sufrió de hemiplejia, murió en la ciudad de León, el 26 de diciembre de 1948.